# Ludwig Lange (fysiker)
Gustav Ludwig Lange, född den 21 juni 1863 i Gießen, död den 12 juli 1936 i Weinsberg, var en tysk fysiker.
Lange studerade matematik och fysik, men även psykologi, epistemologi och etik, vid universiteten i Leipzig och Giessen mellan 1882 och 1885. Han var elev och medarbetare till Wilhelm Wundt. År 1886 blev han promoverad i Leipzig. Lange är känd för att ha lanserat begeppet inertialsystem år 1885, som ersättning för talet om absolut tid och rum  hos Isaac Newton.